# 冯宗炜 (生态学家)
冯宗炜（1932年9月13日—2016年11月6日），男，浙江嘉兴人，中国森林生态学和环境生态学家，中国工程院院士。

## 生平
1954年毕业于南京林学院。1999年当选为中国工程院院士。